# Luke Schoonmaker
Luke Schoonmaker (New Haven, 28 settembre 1998) è un giocatore di football americano statunitense che milita nel ruolo di tight end per i Dallas Cowboys della National Football League (NFL).

## Carriera

### Dallas Cowboys
Al college Schoonmaker giocò a football a Michigan dal 2018 al 2022.  Fu scelto nel corso del secondo giro (58º assoluto) del Draft NFL 2023 dai Dallas Cowboys. Debuttò come professionista subentrando nella gara del primo turno vinta contro i New York Giants. La settimana successiva segnò il suo primo touchdown contro i New York Jets su passaggio da una yard del quarterback Dak Prescott. La sua stagione da rookie si chiuse con 8 ricezioni per 65 yard e 2 touchdown disputando tutte le 17 partite, nessuna delle quali come titolare.
Schoonmaker segnó il primo touchdown della sua seconda stagione nella settimana 12 su passaggio di Cooper Rush contro i Washington Commanders.